# Meuzac
Meuzac (tiếng Occitan: Meusac) là một xã của tỉnh Haute-Vienne, thuộc vùng Nouvelle-Aquitaine, miền trung nước Pháp.